# 레슬리 케이
레슬리 케이(Lesli Kay, 1965년 6월 13일 ~ )는 미국의 배우이다.

## 출연 작품
- 싸이코 남자친구 (2019)
- 소버린 (2015)
- 더티 티쳐 (2013)
- 카풀 가이 (2005)
- 사랑하고 싶은 그녀 (1999)
- 패티코트 행성 (1996)
- 원초적 열정 (1996)
- 비앤비 (1987)
- 더 영 앤 더 레스트리스 (1973)
- 애즈 더 월드 턴즈 (1956)